# Trattenbach
Trattenbach es una localidad ubicada en el distrito de Neunkirchen, en el estado de Baja Austria, Austria. Tiene una población estimada, a inicios de 2021, de 527 habitantes.
Está ubicada al sur del estado, en la zona industrial de Baja Austria, al sur de Viena y del río Danubio y a poca distancia al norte de la frontera con el estado de Estiria.
Entre 1920 y 1922, el filósofo austríaco Ludwig Wittgenstein ejerció como maestro en la escuela de educación primaria de Trattenbach. En ese período elaboró la que sería la segunda y última de sus obras que vio publicadas en vida: el "Diccionario de alemán", que redactó para enseñar gramática y ortografía a sus alumnos.[cita requerida] En la introducción de dicho diccionario, Wittgenstein ya apunta algunas de las ideas del significado como uso y el aprendizaje de una lengua que serán posteriormente desarrolladas en su magna obra póstuma: las Investigaciones filosóficas.[cita requerida]